# Comunele Italiei (Z)
Această pagină conține lista comunelor din Italia a căror nume începe cu litera Z. 
Pentru fiecare comună este indicată provincia și regiunea de care aparține.
| Comună               | Provincie       | Regiune               |
| -------------------- | --------------- | --------------------- |
| Zaccanopoli 8038     | Vibo Valentia   | Calabria              |
| Zafferana Etnea 8039 | Catania         | Sicilia               |
| Zagarise 8040        | Catanzaro       | Calabria              |
| Zagarolo             | Roma            | Lazio                 |
| Zambana              | Trento          | Trentino-Alto Adige   |
| Zambrone             | Vibo Valentia   | Calabria              |
| Zandobbio            | Bergamo         | Lombardia             |
| Zanè                 | Vicenza         | Veneto                |
| Zanica               | Bergamo         | Lombardia             |
| Zapponeta            | Foggia          | Puglia                |
| Zavattarello         | Pavia           | Lombardia             |
| Zeccone              | Pavia           | Lombardia             |
| Zeddiani 8050        | Oristano        | Sardinia              |
| Zelbio               | Como            | Lombardia             |
| Zelo Buon Persico    | Lodi            | Lombardia             |
| Zelo Surrigone       | Milano          | Lombardia             |
| Zeme                 | Pavia           | Lombardia             |
| Zenevredo            | Pavia           | Lombardia             |
| Zenson di Piave      | Treviso         | Veneto                |
| Zerba                | Piacenza        | Emilia-Romagna        |
| Zerbo                | Pavia           | Lombardia             |
| Zerbolò              | Pavia           | Lombardia             |
| Zerfaliu 8060        | Oristano        | Sardinia              |
| Zeri                 | Massa e Carrara | Toscana               |
| Zermeghedo           | Vicenza         | Veneto                |
| Zero Branco          | Treviso         | Veneto                |
| Zevio                | Verona          | Veneto                |
| Ziano di Fiemme      | Trento          | Trentino-Alto Adige   |
| Ziano Piacentino     | Piacenza        | Emilia-Romagna        |
| Zibello              | Parma           | Emilia-Romagna        |
| Zibido San Giacomo   | Milano          | Lombardia             |
| Zignago              | Spezia          | Liguria               |
| Zimella 8070         | Verona          | Veneto                |
| Zimone               | Biella          | Piemont               |
| Zinasco              | Pavia           | Lombardia             |
| Zoagli               | Genova          | Liguria               |
| Zocca                | Modena          | Emilia-Romagna        |
| Zogno                | Bergamo         | Lombardia             |
| Zola Predosa         | Bologna         | Emilia-Romagna        |
| Zoldo Alto           | Belluno         | Veneto                |
| Zollino              | Lecce           | Puglia                |
| Zone                 | Brescia         | Lombardia             |
| Zoppè di Cadore 8080 | Belluno         | Veneto                |
| Zoppola              | Pordenone       | Friuli-Veneția Giulia |
| Zovencedo            | Vicenza         | Veneto                |
| Zubiena              | Biella          | Piemont               |
| Zuccarello           | Savona          | Liguria               |
| Zuclo                | Trento          | Trentino-Alto Adige   |
| Zugliano             | Vicenza         | Veneto                |
| Zuglio               | Udine           | Friuli-Veneția Giulia |
| Zumaglia             | Biella          | Piemont               |
| Zumpano              | Cosenza         | Calabria              |
| Zungoli 8090         | Avellino        | Campania              |
| Zungri 8091          | Vibo Valentia   | Calabria              |